# Левинка (Республіка Алтай)
Левинка (рос. Левинка) — село Чойського району, Республіка Алтай Росії. Входить до складу Паспаульського сільського поселення.
Населення — 19 осіб (2015 рік).